# Länsväg 209
Länsväg 209 är en primär länsväg i Norrköpings kommun som sträcker sig från utkanten av staden vid Kungsängens flygplats till Arkösund som ligger i Östergötlands skärgård. Den är 49 km lång.
Vägen passerar orterna Ljunga och Östra Husby. I Norrköpings tätort finns det nästan inga skyltar som visar hur man hittar vägen. Vägen ansluter till E22 i stadens utkant, så man måste följa skyltningen E22. Den ansluter inte till andra nummerskyltade vägar. Länsväg 209 är en relativt smal väg, sex–sju meter bred mestadels.

## Historia
Numret 209 för sträckan infördes på 1960-talet. Innan dess var det en väg utan nummer.